# Mercedes-Benz Classe GLS
La Mercedes-Benz Classe GLS è un fuoristrada di lusso prodotto a partire dal novembre 2015 dalla casa automobilistica tedesca Mercedes-Benz.

## Le serie
La Classe GLS nacque come restyling della precedente Classe GL, giunta a quel punto alla seconda generazione, siglata X166. La prima edizione della Classe GLS mantenne quindi la stessa sigla e restò in listino per altri tre anni prima di essere sostituita dalla seconda generazione, che è stata presentata nella primavera del 2019 al Salone di New York. In non pochi casi, la Classe GLS viene considerata come parte della Classe GL e trattata assieme a quest'ultima.
| Mercedes-Benz X166 | Mercedes-Benz X167 |
| ------------------ | ------------------ |
|                    |                    |
|                    |                    |
| 2015-2019          | dal 2019           |